# Raymond Trousson
Raymond Trousson (Brussel, 11 juni 1936 – aldaar, 25 juni 2013) was een Belgisch filoloog in romaanse talen, literatuurhistoricus en hoogleraar literatuur aan de Université libre de Bruxelles, Brussel.

## Levensloop
Na zijn middelbaar onderwijs aan het atheneum Robert Catteau in Sint-Gillis, ving hij universitaire studies aan in de klassieke filologie doch veranderde snel naar romaanse filologie. Hij studeerde af aan de Université libre de Bruxelles ULB in 1959.
Vanaf 1960 werd hij literatuuronderzoeker met een mandaat betaald door het Nationaal Fonds voor Wetenschappelijk Onderzoek. In 1963 verdedigde hij zijn promotiewerk getiteld Le Mythe de Prométhée dans la littérature européenne. Trousson werd vervolgens benoemd tot hoogleraar literatuur aan de Université libre de Bruxelles.
In 1979 werd Trousson lid van de Académie royale de langue et de littérature françaises de Belgique. Trousson ontving een doctoraat honoris causa van de universiteit van Nantes (2006) en van de universiteit van Neuchâtel (2011). Trousson verkreeg aanzien als een specialist in vergelijkende moderne literatuurgeschiedenis en in Franstalige auteurs van de 18e eeuw.

## Werken
Met zijn promotie publiceerde hij zijn eerste werken, waarvan de bekendste Le Thème de Prométhée dans la littérature européenne (1964). Hij baseerde zijn onderzoek op diverse bronnen geschreven in het Oudgrieks, het Latijn en moderne talen. Trousson verliet concrete begrippen zoals motief en thema om te reflecteren over brede literaire concepten. Het maakte hem bekend bij filologen.
In navolging van zijn leermeester, de romanist Roland Mortier, legde hij zich toe op schrijvers uit de 18e eeuw en de Verlichting: Voltaire, Rousseau en Diderot. Hij schreef over hen zowel in gespecialiseerde literatuur bestemd voor vakspecialisten als in zakformaat-boeken voor het grote publiek. Ook minder bekende auteurs uit de Verlichting bracht hij onder de aandacht: Belle van Zuylen, Fougeret de Monbron, Louis-Sébastien Mercier, Tiphaigne de la Roche en Victorine de Chastenay.
Tevens onderzocht Trousson wat er overbleef van de Verlichtingsidealen. Zijn aandacht ging naar grote Franstalige schrijvers van de 19e eeuw: Balzac, Hugo, Stendhal en anderen. In deze optiek verscheen zijn boek Balzac disciple et juge de Jean-Jacques Rousseau (1983). Ook vergeten auteurs uit de Romantiek onderzocht hij, zoals bijvoorbeeld Antoine-Vincent Arnault en Jean-Guillaume Viennet.
De Franstalige literatuur in België trok eveneens zijn aandacht, met schrijvers zoals Baillon, De Coster, Gilkin, Van Lerberghe, Séverin en de schrijversbeweging La Jeune Belgique. Samen met Robert Frickx publiceerde in drie volumes de Belgische Franstalige literatuur onder de titel Lettres françaises de Belgique: dictionnaire des œuvres (trois volumes). Zelf bracht hij ook nog de Dictionnaire des Oeuvres uit en werkte mee aan de Dictionnaire Voltaire (1994) en de Dictionnaire de Jean-Jacques Rousseau (1996).
De geschiedenis van de vrijzinnigheid publiceerde hij in het boek Histoire de la libre pensée: des origines à 1789, speciaal bedoeld voor studenten aan de ULB.

## Publicaties
- Le thème de  Prométhée dans la littérature européene, 1964
- Un problème de littérature comparée: les études de thèmes, 1965.
- Socrate devant Voltaire, Diderot et Rousseau: la conscience en face du mythe, París, Lettres modernes, 1967
- Rousseau et sa fortune littéraire, Saint-Médard-en-Jalles, G. Ducros, 1971
- Voyages aux pays de nulle part. Histoire de la pensée utopique, Bruselas, ed. de l'Université, 1975. Tr.: Historia de la literatura utópica: viajes a países inexistentes, Edicions 62, 1995 ISBN 978-84-297-3940-4[3]
- Le Thème de Prométhée dans la littérature européenne, Ginebra, Droz, 1976, 2 vols.
- Balzac disciple et juge de Jean-Jacques Rousseau, Ginebra, Droz; y París, 1983
- Le Tison et le flambeau: Victor Hugo devant Voltaire et Rousseau, Bruselas, ed. de l'Université, 1985
- Stendhal et Rousseau: continuité et ruptures, Colonia, DME, 1986
- Jean-Jacques Rousseau, París, Tallandier, 1988. Tr.: Jean Jacques Rousseau: gracia y desgracia de una conciencia, Alianza, 1995 ISBN 978-84-206-2805-9
- Charles De Coster ou La vie est un songe: biographie, Bruselas, éditions Labor, 1990
- Romans libertins du XVIII siècle, París, Robert Laffont, 1993
- Histoire de la libre pensée. Des origines à 1789, Bruselas, Espace de Libertés, col. "Laïcité", 1993, ISBN 2-930001-06-2.
- Isabelle de Charrière. Un destin de femme au XVIIIe siècle, Paris, Hachette, 1994.
- Dictionnaire Voltaire (dir.), París, Hachette, 1994; y Bruselas, Espace de Libertés, coll. "Laïcité", 1994, ISBN 2-930001-13-5
- Voltaire et les Droits de l'homme. Textes sur la justice et la tolérance (presentados y anotados), Espace de Libertés, col. "Laïcité", 1994, ISBN 2-930001-12-7.
- Dictionnaire de Jean-Jacques Rousseau (dir.), París, Honoré  Champion, 1996.
- Romans de femmes du XVIII siècle: Mme. de Tencin, Mme. de Graffigny, Mme Riccoboni..., París, Robert Laffont, 1996.
- Images de Diderot en France, 1784-1913, París, Honoré Champion, 1997.
- D'Utopie et d'Utopistes, Paris-Montréal, L'Harmattan, 1998
- Dictionnaire de Diderot (dir.), París, Honoré Champion, 1999.
- Iwan Gilkin, poète de “La nuit”, Bruselas, éditions Labor, 1999.
- Visages de Voltaire: XVIII y XIX siècle, París, Honoré Champion, 2001.
- Religions d'utopie, Bruselas, Ousia, 2001
- Sciences, techniques et utopies. Du paradis à l'enfer, Paris, L'Harmattan, 2003.
- Antoine-Vincent Arnault (1766-1834): un homme de lettres entre classicisme et romantisme, París, Honoré Champion, 2004.
- Denis Diderot ou Le vrai Prométhée, París, Tallandier, 2005.
- Diderot jour après jour: chronologie, París, Honoré Champion, 2006.
- Denis Diderot, Gallimard, 2007.
- Voltaire, Tallandier, 2008.
- Charles De Coster, journaliste à l'Uylenspiegel, Bruselas, Espace de Libertés, col. "Laïcité", 2007, ISBN 2-930001-76-3